# Lacus Autumni
El Lacus Autumni (en llatí, "Llac de la Tardor") és una regió de mar lunar situada prop del limbe occidental de la Lluna. En aquesta zona de la superfície lunar es troba una enorme conca d'impacte centrada en la Mare Orientale. Dues serralades concèntriques en forma d'anell envolten aquest mar, els Montes Rook i un anell exterior denominat Montes Cordillera.
El Lacus Autumni jeu en el quadrant nord-oriental de l'àrea situada entre aquests dos anells muntanyencs. Aquesta secció de la superfície lunar és difícil d'observar directament des de la Terra.
Les coordenades selenogràfiques del centre del llac són 9.9° Sud, 83.9° Oest. Té una longitud d'aproximadament 195 quilòmetres. Amb rumb sud-est-nord-oest, presenta un ample màxim de 90 i 100 quilòmetres. L'aspecte irregular de la seva superfície és producte del basalt que ocupa les zones baixes situades entre pujols escarpats.

## Denominació
El seu nom va ser aprovat per la UAI en 1970.